# Bad Wimpfen
Bad Wimpfen (phát âm tiếng Đức: [baːt ˈvɪmp͡fn̩] ⓘ) là một thị xã ở huyện Heilbronn trong bang Baden-Württemberg miền nam nước Đức. Đô thị này có diện tích km², dân số thời điểm 31 tháng 12 năm 2020 là 7308 người. Vị trí về phía bắc của thành phố Heilbronn, tả ngạn sông Neckar. 

## Đô thị giáp ranh
Các đô thị giáp ranh Bad Wimpfen gồm (từ phía nam theo chiều kim đồng hồ): Heilbronn, Bad Rappenau, Offenau, Bad Friedrichshall, Untereisesheim và Neckarsulm.